# つんく♂ベスト作品集(下)「シャ乱Q〜モーニング娘。」〜つんく♂芸能生活15周年記念アルバム〜
『つんく♂ベスト作品集㊦「シャ乱Q〜モーニング娘。」〜つんく♂芸能生活15周年記念アルバム〜』（つんくベストさくひんしゅう げ シャらんキューからモーニングむすめ つんくげいのうせいかつじゅうごしゅうねんきねんアルバム）は、シャ乱Qのボーカリスト及び音楽プロデューサーのつんく♂が選曲したコンピレーションアルバムの第2集である。

## 内容
つんく♂がシャ乱Qのメジャーデビューから15周年を経ったことを機会に、自らリリースしたCD-BOXである。前作同様、DISC-AからDICS-Cは女性ボーカル、DISC-Dは男性ボーカルに振り分けている。ブックレットには、安倍なつみ・Berryz工房・℃-uteとの対談、グループの歌詞の割り振り、お祝いメッセージが掲載されている。

## 収録曲

### DISC-A
1. 恋のダンスサイト（モーニング娘。）
2. I WISH（モーニング娘。）
3. 黄色いお空でBOOM BOOM BOOM（黄色5）
4. 恋をしちゃいました!（タンポポ）
5. チュッ! 夏パ〜ティ（三人祭）
6. サマーれげぇ!レインボー（7人祭）
7. モーニングコーヒー（モーニング娘。）
8. 恋のテレフォン GOAL（安倍なつみ）
9. 大きな愛でもてなして（℃-ute）
10. 主食=GOHANの唄（THEポッシボー）
11. ガタメキラ（太陽とシスコムーン）
12. ブギートレイン'03（藤本美貴）
13. GET UP!ラッパー（SALT5）
14. Yeah! めっちゃホリディ（松浦亜弥）
15. 浪漫 〜MY DEAR BOY〜（モーニング娘。）
16. SEXY NIGHT 〜忘れられない彼〜（ROMANS）

### DISC-B
1. ハッピーサマーウェディング（モーニング娘。）
2. Mr.Moonlight 〜愛のビッグバンド〜（モーニング娘。）
3. 愛のバカやろう（後藤真希）
4. 乙女 パスタに感動（タンポポ）
5. ぴったりしたいX'mas!（プッチモニ）
6. アイ〜ン!ダンスの唄（バカ殿様とミニモニ姫!）
7. 初めてのハッピーバースディ!（カントリー娘。に石川梨華（モーニング娘。））
8. SHALL WE LOVE?（ごまっとう）
9. 情熱行き 未来船（ココナッツ娘。）
10. 好きすぎて バカみたい（DEF.DIVA）
11. 悔し涙 ぽろり（中澤裕子）
12. BE ALL RIGHT!（11WATER）
13. 女神の舞（観月ありさ）
14. 愛の園 〜Touch My Heart!〜（モーニング娘。おとめ組）
15. ミニ。ストロベリ〜パイ（ミニモニ。）
16. Boom Boom めっちゃマッチョ!（ギャルル）

### DISC-C
1. ミニモニ。ジャンケンぴょん!（ミニモニ。）
2. 抱いてHOLD ON ME!（モーニング娘。）
3. サマーナイトタウン（モーニング娘。）
4. ミニハムずの愛の唄（ミニハムず）
5. 真夏の光線（モーニング娘。）
6. ダンシング! 夏祭り（10人祭）
7. シャイニング 愛しき貴方（カントリー娘。に紺野と藤本（モーニング娘。））
8. 原色GAL 派手に行くべ!（後藤真希）
9. カレーライスの女（ソニン）
10. カッチョイイゼ!JAPAN（美勇伝）
11. スッペシャル ジェネレ〜ション（Berryz工房）
12. 印象派 ルノアールのように（エレジーズ）
13. ふるさと（モーニング娘。）
14. 晴れ 雨 のち スキ ♡（モーニング娘。さくら組）
15. 青春万歳!（キャナァーリ倶楽部）

### DISC-D
1. シングルベッド（シャ乱Q）
2. My Babe 君が眠るまで（シャ乱Q）
3. ひとりぼっちのハブラシ（桜庭裕一郎）
4. そんなもんだろう（シャ乱Q）
5. おふくろの子守歌（五木ひろし）
6. 愛の唄 〜チョンマル サランヘヨ〜（チョナン・カン）
7. ザ☆YOSAKOI ソーラン祭り（スーパーガリッシュ!）
8. Touch Me #1（TSUNKU）
9. 虹色橋（天草乱之介（つんく♂）&ますからトリオ）
10. なんでやねん 心配せんでもええ（セブンHOUSE）
11. LOVE 〜抱き合って〜（つんく with 7HOUSE）
12. すっごいね!（THE つんくビ♂ト）
13. ラーメン大好き小池さんの唄（シャ乱Q）

All Songs 作詞・作曲：つんく

excerpt: DISC-D 「シングルベッド」「そんなもんだろう」作詞：つんく 作曲：はたけ、「ラーメン大好き小池さんの唄」 作詞：つんく 作曲：シャ乱Q

## アーティスト別収録曲
- ●：「つんく♂ベスト作品集(上)」収録曲
- ●：「つんく♂ベスト作品集(下)」収録曲

### モーニング娘。
| 発売年 | ⇒ | 楽曲                                               |
| 1998年 | ● | モーニングコーヒー                                 |
| 1998年 | ● | サマーナイトタウン                                 |
| 1998年 | ● | 抱いてHOLD ON ME!                                  |
| 1999年 | ● | Memory 青春の光                                    |
| 1999年 | ● | 真夏の光線                                         |
| 1999年 | ● | ふるさと                                           |
| 1999年 | ● | LOVEマシーン                                       |
| 2000年 | ● | 恋のダンスサイト                                   |
| 2000年 | ● | ハッピーサマーウエディング                         |
| 2000年 | ● | I WISH                                             |
| 2000年 | ● | 恋愛レボリューション21                             |
| 2001年 | ● | ザ☆ピ〜ス!                                         |
| 2001年 | ● | Mr.Moonlight〜愛のビッグバンド〜                   |
| 2002年 | ● | そうだ! We're ALIVE                                |
| 2002年 | ● | Do it! Now                                         |
| 2002年 | ● | ここにいるぜぇ!                                    |
| 2003年 | ● | Go Girl 〜恋のヴィクトリー〜                       |
| 2004年 | ● | 浪漫 〜MY DEAR BOY〜                               |
| 2005年 | ● | THE マンパワー!!!                                  |
| 2006年 | ● | HOW DO YOU LIKE JAPAN? 〜日本はどんな感じでっか?〜 |

### タンポポ
| 発売年 | ⇒ | 楽曲                |
| 1998年 | ● | ラストキッス        |
| 1999年 | ● | 聖なる鐘がひびく夜  |
| 2000年 | ● | 乙女 パスタに感動   |
| 2001年 | ● | 恋をしちゃいました! |
| 2001年 | ● | 王子様と雪の夜      |

### プッチモニ
| 発売年 | ⇒ | 楽曲                 |
| 1999年 | ● | ちょこっとLOVE       |
| 2000年 | ● | 青春時代1・2・3!     |
| 2001年 | ● | BABY! 恋にKNOCK OUT! |
| 2001年 | ● | ぴったりしたいX'mas! |

### ミニモニ。
| 発売年 | ⇒ | 楽曲                               |
| 2001年 | ● | ミニモニ。ジャンケンぴょん!        |
| 2001年 | ● | ミニモニ。テレフォン! リンリンリン |
| 2002年 | ● | ミニモニ。ひなまつり!              |
| 2002年 | ● | ミニ。ストロベリーパイ             |

### 後藤真希
| 発売年 | ⇒ | 楽曲                  |
| 2001年 | ● | 愛のバカやろう        |
| 2002年 | ● | 手を握って歩きたい    |
| 2003年 | ● | 原色GAL 派手に行くべ! |
| 2006年 | ● | ガラスのパンプス      |

### 松浦亜弥
| 発売年 | ⇒ | 楽曲                   |
| 2001年 | ● | LOVE涙色               |
| 2002年 | ● | ♡桃色片想い♡           |
| 2002年 | ● | Yeah! めっちゃホリディ |
| 2002年 | ● | I Know                 |
| 2005年 | ● | 気がつけば あなた      |

### 藤本美貴
| 発売年 | ⇒ | 楽曲               |
| 2002年 | ● | 会えない長い日曜日 |
| 2003年 | ● | ブギートレイン'03  |

### 安倍なつみ
| 発売年 | ⇒ | 楽曲               |
| 2003年 | ● | 22歳の私           |
| 2004年 | ● | 恋のテレフォンGOAL |

### カントリー娘。
| 発売年 | ⇒ | 楽曲                                                   |
| 2001年 | ● | 初めてのハッピーバースディ! (カントリー娘。に石川梨華) |
| 2003年 | ● | 浮気なハニーパイ (カントリー娘。に紺野と藤本)          |
| 2004年 | ● | シャイニング 愛しき貴方 (カントリー娘。に紺野と藤本)   |

### ココナッツ娘
| 発売年 | ⇒ | 楽曲            |
| 1999年 | ● | DANCE & CHANCE  |
| 2001年 | ● | 情熱行き 未来船 |

### Berryz工房
| 発売年 | ⇒ | 楽曲                          |
| 2004年 | ● | あなたなしでは生きてゆけない  |
| 2005年 | ● | スッペシャル ジェネレ〜ション |

### THE ポッシボー
| 発売年 | ⇒ | 楽曲             |
| 2006年 | ● | ヤング DAYS!!    |
| 2007年 | ● | 主食=GOHANの唄〜 |

### 太陽とシスコムーン
| 発売年 | ⇒ | 楽曲           |
| 1999年 | ● | 月と太陽       |
| 1999年 | ● | ガタメキラ     |
| 1999年 | ● | 宇宙でLa Ta Ta |

### その他のハロー!プロジェクト
| 発売年 | 各ユニット             | ⇒ | 楽曲                           |
| 2000年 | あか組4                | ● | 赤い日記帳                     |
| 2000年 | 黄色5                  | ● | 黄色いお空でBOOM BOOM BOOM     |
| 2000年 | 青色7                  | ● | 青いスポーツカーの男           |
| 2001年 | 三人祭                 | ● | チュッ! 夏パ〜ティ             |
| 2001年 | 7人祭                  | ● | サマーれげぇ! レインボー       |
| 2001年 | 10人祭                 | ● | ダンシング! 夏祭り             |
| 2001年 | 中澤ゆうこ             | ● | 悔し涙 ぽろり                  |
| 2001年 | ミニハムず             | ● | ミニハムずの愛の唄             |
| 2002年 | バカ殿様とミニモニ姫!  | ● | アイ〜ン! ダンスの唄           |
| 2002年 | セクシー8              | ● | 幸せですか?                    |
| 2002年 | メロン記念日           | ● | 香水                           |
| 2002年 | ごまっとう             | ● | SHALL WE LOVE?                 |
| 2003年 | SALT5                  | ● | GET UP! ラッパー               |
| 2003年 | 7AIR                   | ● | 壊れない愛がほしいの           |
| 2003年 | 11WATER                | ● | BE ALL RIGHT!                  |
| 2003年 | ROMANS                 | ● | SEXY NIGH 〜忘れられない彼〜   |
| 2003年 | ZYX                    | ● | 白いTOKYO                      |
| 2003年 | あぁ!                  | ● | FIRST KISS                     |
| 2003年 | モーニング娘。さくら組 | ● | 晴れ 雨 のち スキ♡             |
| 2003年 | モーニング娘。おとめ組 | ● | 愛の園 〜Touch My Heart!〜     |
| 2004年 | モーニング娘。おとめ組 | ● | 友情 〜心のブスにはならねぇ!〜 |
| 2004年 | W(ダブルユー)          | ● | あぁ いいな                    |
| 2004年 | H.P.オールスターズ     | ● | ALL FOR ONE&ONE FOR ALL!       |
| 2005年 | 美勇伝                 | ● | カッチョイイゼ! JAPAN          |
| 2005年 | エレジーズ             | ● | 印象派 ルノアールのように      |
| 2005年 | DEF.DIVA               | ● | 好きすぎて バカみたい          |
| 2006年 | ℃-ute                  | ● | 大きな愛でもてなして           |
| 2006年 | GAM                    | ● | Thanks!                        |

### シャ乱Q
| 発売年 | ⇒ | 楽曲                       |
| 1992年 | ● | ラーメン大好き小池さんの唄 |
| 1994年 | ● | シングルベッド             |
| 1995年 | ● | ズルい女                   |
| 1995年 | ● | My Babe 君が眠るまで       |
| 1996年 | ● | いいわけ                   |
| 1996年 | ● | 涙の影                     |
| 1996年 | ● | NICE BOY!                  |
| 1997年 | ● | そんなもんだろう           |
| 1997年 | ● | パワーソング               |

### 7HOUSE
| 発売年 | ⇒ | 楽曲                          |
| 1999年 | ● | STOP ~泣かないで~             |
| 2001年 | ● | なんでやねん 心配せんでもええ |

### 桜庭裕一郎
| 発売年 | ⇒ | 楽曲                    |
| 2001年 | ● | ひとりぼっちのハブラシ  |
| 2003年 | ● | お前やないと あかんねん |

### その他のアーティスト
| 発売年 | アーティスト              | ⇒ | 楽曲                            |
| 1997年 | 天草乱之介&ますからトリオ | ● | 虹色橋                          |
| 1999年 | 浜崎あゆみ&つんく♂        | ● | LOVE〜Since 1999〜              |
| 1999年 | つんくwith 7HOUSE         | ● | LOVE 〜抱き合って〜             |
| 1999年 | TSUNKU                    | ● | Touch Me #1                     |
| 2000年 | 観月ありさ                | ● | 女神の舞                        |
| 2000年 | FUJIWARA                  | ● | 明日が来る前に                  |
| 2000年 | TOKIO                     | ● | みんなでワーッハッハ!           |
| 2001年 | EE JUMP                   | ● | おっととっと夏だぜ!             |
| 2001年 | えなりかずき              | ● | おいらに惚れちゃ怪我するぜ!     |
| 2001年 | 陣内孝則                  | ● | 見ておくれ! MY LOVERS           |
| 2001年 | 五木ひろし                | ● | おふくろの子守歌                |
| 2002年 | ソニン                    | ● | カレーライスの女                |
| 2002年 | チョナン・カン            | ● | 愛の唄 〜チョンマルサランヘヨ〜 |
| 2002年 | THE つんくビ♂ト。         | ● | すっごいね!                     |
| 2005年 | スーパーガリッシュ!       | ● | ザ☆YOSAKOIソーラン祭り          |
| 2006年 | 時東ぁみ                  | ● | せんちめんたる じぇねれ〜しょん |
| 2007年 | ギャルル                  | ● | Boom Boom めっちゃマッチョ!     |
| 2007年 | キャナァーリ倶楽部        | ● | 青春万歳!                       |

「つんく♂ベスト作品集(上)(下)」 収録楽曲数：全118曲(上巻：58曲/下巻：60曲)